# Xác định cụ thể (hàng tồn kho)
Xác định cụ thể là một phương pháp xác định chi phí hàng tồn kho cuối kỳ.
Nó đòi hỏi một số lượng vật lý chi tiết, để công ty biết chính xác có bao nhiêu hàng hóa được mang vào những ngày cụ thể vẫn còn tồn kho vào cuối năm. Khi tìm thấy thông tin này, số lượng hàng hóa được nhân với chi phí mua hàng của họ vào ngày mua hàng của họ, để lấy số cho chi phí hàng tồn kho cuối kỳ.
Về lý thuyết, phương pháp này là phương pháp tốt nhất, vì nó liên quan đến hàng tồn kho cuối kỳ trực tiếp với giá cụ thể mà chúng được mua. Tuy nhiên, phương pháp này cho phép quản lý dễ dàng thao tác chi phí hàng tồn kho cuối kỳ, vì họ có thể chọn báo cáo rằng hàng hóa rẻ hơn đã được bán trước, do đó tăng chi phí hàng tồn kho cuối kỳ và giảm giá vốn hàng bán. Điều này sẽ làm tăng thu nhập. Ngoài ra, quản lý có thể chọn để báo cáo thu nhập thấp hơn, để giảm thuế mà họ cần phải trả.
Phương pháp này cũng rất khó sử dụng trên hàng hóa có thể hoán đổi cho nhau. Ví dụ, rất khó để liên kết chi phí vận chuyển và lưu kho cho một mục hàng tồn kho cụ thể. Những con số này sẽ cần phải được ước tính, do đó làm giảm lợi ích của phương pháp xác định cụ thể là cực kỳ cụ thể. Vì vậy, phương pháp này thường được giới hạn trong các hạng mục lớn, đắt tiền có thể dễ dàng xác định cụ thể (như nhà phố).